# Siegfried Stohr
Siegfried Stohr (Rimini, Italija, 10. listopada 1952.) je bivši talijanski vozač automobilističkih utrka. Godine 1977. osvojio je naslov prvaka u prvenstvu Formula Italia u Abarthovom bolidu, a 1978. naslov prvaka u Talijanskoj Formuli 3. U Formuli 1 je nastupao 1981. za momčad Arrows, gdje mu je momčadski kolega bio sunarodnjak Riccardo Patrese. Najbolji rezultat je ostvario na Velikoj nagradi Nizozemske kada je osvojio 7. mjesto. Na Velikoj nagradi Belgije na stazi Zolder, Stohr je sudjelovao u incidentu u kojem je ozlijeđen njegov mehaničar Dave Luckett. Uoči kruga za zagrijavanje, Patreseu se ugasio bolid, a Luckett je izašao na stazu, ne bi li ponovo pokrenuo Patreseov bolid. Stohr, koji od ostalih bolida nije vidio što se događa ispred njega, udario je u Lucketta koji se nalazio iza stražnjeg kraja Patreseovog bolida. Ozlijeđeni Luckett je prevezen u bolnicu, a kasnije se vratio u Formulu 1 kao mehaničar, te je na toj poziciji radio dugi niz godina nakon incidenta u Belgiji. No nesreća je utjecala na Stohra, kojem je ovaj incident bio jedan od razloga povlačenja iz Formule 1 i automobilističkih utrka. Sljedeće 1982. započeo je svoju školu za utrkivanje i sigurnu vožnju na stazi Misano. Devedesetih je postao redoviti kolumnist talijanskog časopisa Autosprint, a u mnogo publikacija je pisao o sigurnosti vožnje.

## Vanjske poveznice
- Siegfried Stohr - Driver Database
- Siegfried Stohr - Stats F1
- All Results of Siegfried Stohr - Racing Sport Cars